# Elymus sinkiangensis
Elymus sinkiangensis är en gräsart som beskrevs av Da Fang Cui. Elymus sinkiangensis ingår i släktet elmar, och familjen gräs. Inga underarter finns listade i Catalogue of Life.